# Дуб звичайний-3 (пам'ятка природи, Маневицький район)
Дуб звичайний-3 — ботанічна пам'ятка природи місцевого значення. Об'єкт розташований на території Маневицького району Волинської області, на північ від с. Прилісне, «Городоцьке ЛГ», Городоцьке лісництво, кв. 24, вид. 23. 
Площа — 0,01 га, статус отриманий у 1972 році.
Охороняється екземпляр дуба звичайного (Quercus robur) віком 245 років з розлогою кроною.